# Karen Harup
Karen Harup (n. 20 noiembrie 1924, Skovshoved⁠(d), amtul Copenhaga⁠(d), Danemarca – d. 9 iulie 2009, Copenhaga, Danemarca) a fost o înotătoare daneză, medaliată olimpică. A participat la o ediție a Jocurilor Olimpice (1948) în care a câștigat o medalie de aur și două medalii de argint.